# 湯原温泉
湯原温泉（ゆばらおんせん）は、岡山県県北の真庭市湯原温泉（旧：湯原町）にある温泉。温泉指南役や環境問題、まちづくりに地域として力を注いでいる。野口冬人による諸国露天風呂番付で西の横綱にランクされた「砂湯」で知られる。また南にある下湯原温泉・足温泉・真賀温泉・郷緑温泉との5つを総称して「湯原温泉郷」とも称される。湯郷温泉、奥津温泉とともに美作三湯と呼ばれている。

## 泉質
- 低張性アルカリ高温泉（新分類法ではアルカリ性単純温泉）

源泉温度は40~44.9℃   15箇所の源泉があり、推定毎分6000リットルの豊富な湯量がある。特徴的なのはこれらの泉源が全て自噴泉である。
近隣の伯耆大山や蒜山火山のマグマが熱源となっていると推定される。

## 温泉街

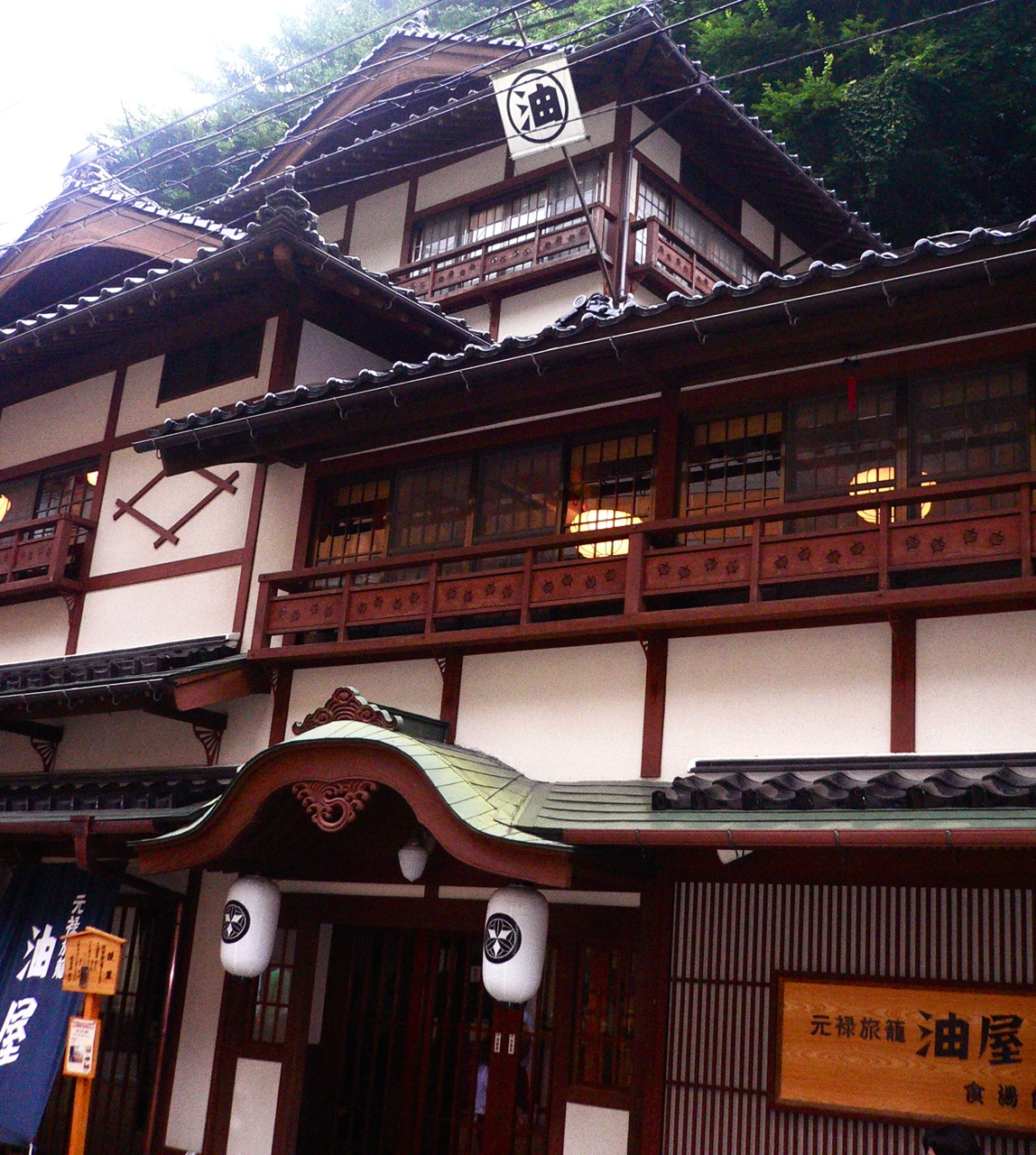
老舗旅館「油屋」。映画千と千尋の神隠しに登場する同名の旅館のモデルの一つにもなった。

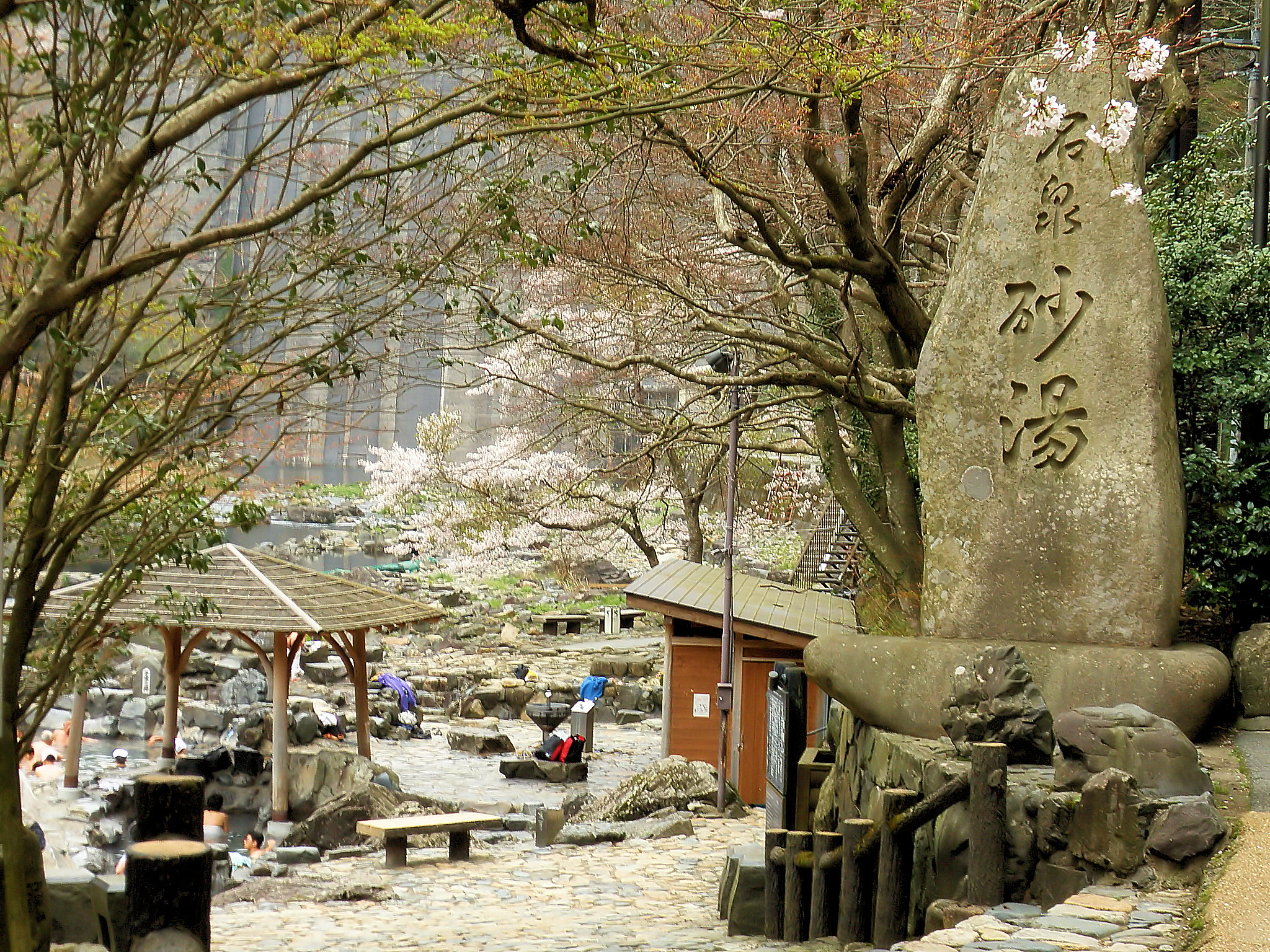
名泉砂湯

湯原ダムの下流、旭川沿いに温泉街が広がる。湯街を流れる旭川の河川域に3つの河川公園駐車場があり短時間なら無料で駐車できる。また管理人駐在の市営の駐車場もある。
湯街には共同露天風呂や日帰り入浴施設、貸切露天風呂、食堂などの飲食店や昔ながらの射的屋、ガラス工房、土産物店、温泉ミュージアム、はんざきセンターなどがある。また旅館ホテルの施設も日帰り利用者に開放されており「エステ」や「アンティーク・オルゴールの演奏」が聴けるホテルの喫茶や屋内足湯でイートイン出来るパン屋さんなどが日帰りでも利用できる。また温泉街のエコ活動や温泉環境を廃食用油を燃料（BDF）を使用した英国製リムジンのロンドンタクシーでガイドする「エコ・ツアー」も行われている。
湯原の地名は、「湯ノ原」または「湯ノ河原」から呼ばれるようになった程で湯街の中上流域の河原部分からは、どこでも湯が湧いている。現在、利用されている温泉はその一部だけでほとんどは未利用のまま川に流されている。河原に遊歩道及び駐車場が整備されている。
基本は湯治、保養、療養向けであるが、場所柄、山陰・山陽の行楽拠点としても重宝され、落ち着いた湯街の風情は観光地の売りのひとつである。
共同露天風呂「砂噴き湯：砂湯」
湯原温泉を代表する名所で湯原ダムの下にある巨大な共同露天風呂「砂噴き湯：砂湯」。川底から砂を噴きながら温泉が湧いていることから砂噴き湯（砂湯）の名称で呼ばれるようになった。足下噴出源泉露天風呂である。旅行作家の会代表の野口冬人が、日本温泉協会発行の「温泉」紙上に1977年（昭和52年）に発表した露天風呂番付において西の横綱とされる。川の中にあるお風呂ながら住民により管理され無料で開放されていることが横綱の評価となった。この砂湯は湯原温泉の古代からのお風呂の様子を唯一残す物で市の文化財として指定されている。ここでの入浴は混浴である。なお、管理する（一財）湯原町観光協会では「誰でも楽しく利用できる露天風呂にするべく今後は、「湯浴着または、水着の着用を勧めている。」女性の湯浴み着は、旅館や観光協会で貸し出している。また男性は、現在、湯浴み着を開発中である。当面は、タオル等を舞いで下半身を隠して入浴して頂く様お願いしている。現在、砂湯付近の環境整備を行っているが整備完了後、湯浴み着または水着着用を徹底して行く方針。※砂湯の温泉は、透明度が高く混浴であるため、タオル、手ぬぐいなどを湯船に浸けることは問題ない。
足湯（手湯）
温泉街には5カ所に足湯がある。砂湯の待合、温泉街中央「手湯足湯：鼓の湯」、河川公園、湯街下流域の対岸にある「湯ったり広場」の4カ所は無料で開放されている。湯街中央部のパン屋さんの2階には、イートインで食事も楽しめる屋内の足湯もある。また砂湯手前には単独の手湯がある。
道の駅の露天風呂「下湯原温泉：ひまわり館」'''
砂湯が混浴でオープンな環境にあるため、女性が入浴しづらい状態である。それを補うため、2km下流の下湯原温泉に男女別の有料で管理人なども配備された露天風呂が平成10年に設えられた。男女それぞれの浴槽は岩風呂で全体として砂湯よりも広い。駐車場もすぐ横にあり、道の駅のような施設も併設され、食事や特産品の売店もある。また、ここにはペット専用（犬猫）の露天風呂もある。
宿泊施設・商店街・環境
ダムの下流域に宿泊施設が約20軒を連ねている。いずれも湯原町旅館協同組合や（社）湯原観光協会に加盟している。収容力は全体で約2000人程度である。商店も同じ地域に集積している。湯街には、岡山県の三大河川の一つ旭川とその支流の田羽根川が流れる自然豊かな環境にあり5月から8月にかけては河鹿蛙鳴き声が温泉街全域で聞こえる。また川の環境改善で始めたEDF（エコディーゼル燃料）事業の成果でホタルも増えつつある。

## 歴史
播磨の名刹、書写山圓教寺の名僧、性空上人（西暦950年 - 1050年）が重病で倒れ、その時夢枕に天童が現れて、この湯を暗示したという。性空はその地に赴き、平癒。それ以後、薬湯として広く知られるようになった。また、豊臣政権の五大老の一人である宇喜多秀家の母堂が病を癒したといわれ、その御礼に秀家が浴室を修繕したという逸話もある。しかし地元歴史研究家によればそれより以前、周辺でたたら製鉄が盛んになり出した弥生の中期頃からそこで働く物達の湯治に使われていたという話がある。実際、湯街の河原は、地熱が高く風呂ばかりでなく冬季には小屋を作りここで冬の寒さを凌いだことが容易に想像できる。その様な状況から有史以前より自然に湯場として利用されてきたと思われる。
1944年に湯原町（現:真庭市）が「湯原カジカガエル生息地」として生息地が国の天然記念物に指定されている。
奥津温泉、湯郷温泉とともに古くから美作三湯と呼ばれている。米子自動車道（湯原ICより国道313号（愛称:ロマンチック街道313）経由で車で5分）の開通に伴い、アクセスが向上、中国地方や関西の奥座敷として温泉街の規模が拡大した。
昭和31年6月15日、湯原温泉郷が国民保養温泉地に指定。湯原温泉郷は湯原の他、郷緑（ごうろく）温泉、足（たる）温泉、真賀温泉、下湯原温泉が含まれる。いずれも国民保養温泉地の指定を受けている。足、真賀は複数の旅館が見られる。

## 活性化の取り組み
- 「温泉指南役」

湯原温泉では、従来からの観光・慰安の目的だけでなく、温泉を核にした健康づくり目的での集客を志向しようとしている。湯原町旅館協同組合と（社）湯原町観光協会等で組織した「湯原の里振興プロジェクト委員会」では、湯原温泉の歴史、湯原温泉の泉質等の正しい知識や、名物「砂湯」の入浴指南を含む適切な入浴法を来訪者にガイドする「温泉指南役」養成道場を行っており体験型観光となっている。
さらに、旅館では入浴と人間ドックとがセットになったプランを実施している宿もある。
なお、湯原町旅館協同組合のこうした取り組みは、は第7回「人に優しい地域の宿づくり賞)　厚生労働大臣表彰を受賞している。
- 「エコディーゼル燃料事業」

湯原温泉では温泉は自然環境の恵みであるという視点から湯原町旅館協同組合が中心になり市内の環境事業所との協力で環境問題にも取り組んでいる。その象徴的な事業として、温泉の湧き出る場所でもある川の水質悪化の原因の一つに廃食用油が起因する事から、宿泊施設や飲食店さらに一般家庭の廃食用油を回収し宿泊施設や市のコミュニティーバスのバイオディーゼル燃料にリサイクルする活動を行っている。2008年の実績として約4万リットルのバイオディーゼル燃料が作られた。一般的にはこの燃料はBDFと呼ばれるが、湯原温泉では環境問題からスタートした事からエコ・ディーゼル・フューエル (EDF)と呼び、特に民間レベルで行っている点で全国の先駆的な地域となっている。2009年には環境大臣より大賞を授与している。

## 近隣の観光地
近傍の観光スポット
- 湯原温泉ミュージアム - 湯原温泉の温泉知識・歴史・文化・民話などを展示している。また、全国露天風呂番付で有名な旅行作家の野口冬人から寄贈された温泉と旅行の蔵書15,000冊を展示、野口の執筆室を再現している。また温泉ミュージアムでは、温泉道場も併設されており湯原温泉温泉指南役による湯原温泉についての講習も受けられる。夏の恒例行事・はんざき祭り

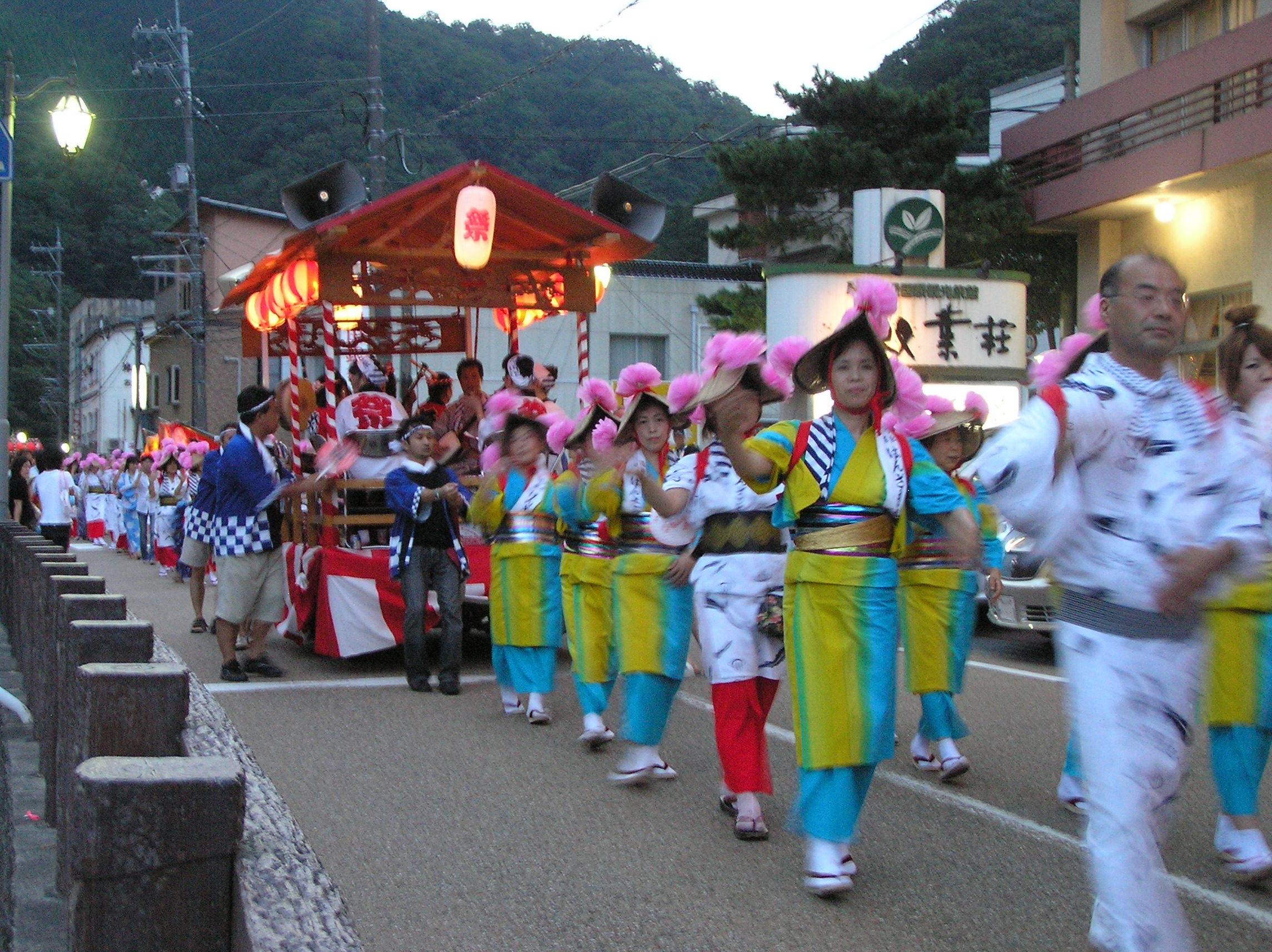
夏の恒例行事・はんざき祭り

- はんざきセンター - はんざき（オオサンショウウオ、特別天然記念物）をはじめ．数々の湖水生物を展示。
- ものづくり体験 - 独楽、陶芸絵付け、ガラス細工、蕎麦打ち、木工品づくりなどの体験工房がある。
- 射的店
- 手湯足湯 - 湯街の川沿いに2ヶ所の足湯、砂湯の足湯、湯街中央のビューポイント「鼓嶽」の前に手湯足湯、合計5ヶ所有る
- 古屋不動滝 - 妖怪封じのために成田不動尊をまつったとされる滝。紅葉でも知られる。
- 佐波良の大杉 - 刑部佐波良神社境内

周辺の観光スポット
蒜山高原、大山、中国地方一番の名瀑・神庭の滝、のれんの町「勝山町並み保存地区」、とっとり花回廊など観光・レクリエーション地がある。車での移動なら高速道を利用して倉敷市の倉敷美観地区や岡山市の後楽園まで80分、津山市の衆楽園や鶴山公園まで40分、山陰の境港まで70分程度、鳥取砂丘まで90分で移動できる。

## アクセス
- 鉄道
  - 姫新線（JR西日本）中国勝山駅下車。駅より真庭市コミュニティバス『まにわくん♡』37系統（蒜山・久世ルート）で約35分（1日6往復運行）。
- 高速バス
  - 岡山駅東口より中鉄北部バス「高速・勝山線」乗車、勝山終点下車（岡山駅から約1時間50分）。真庭市コミュニティバス『まにわくん♡』37系統（蒜山・久世ルート）乗り換え。
  - 岡山駅西口より倉吉行き高速バス「新倉吉街道エクスプレス」乗車。「湯原温泉口（はんざき橋）」下車。
  - 広島バスセンターより倉吉・鳥取行き高速バス「メリーバード号」乗車。「湯原温泉口（はんざき橋）」下車。
  - 大阪（OCAT、なんば）より倉吉行き高速バス「山陰特急バス」乗車。「湯原温泉口（はんざき橋）」下車。
- 自家用車
  - 米子自動車道湯原インターチェンジより国道313号経由で5分。

- その他
  - 岡山空港←→湯原温泉：乗合タクシー、岡山空港からは低料金の乗合タクシーもある。
  - 宿の送迎、ホテル旅館では近隣の都市間高速ハイウェイバス（大阪←→三次・大阪神戸←→倉吉）のバス停に送迎を行っている所も多い。但し全ての宿泊施設が行っているわけではないので注意が必要である。